# Glycyrrhiza squamulosa
Glycyrrhiza squamulosa es una especie de planta floral del género Glycyrrhiza, familia Fabaceae, orden Fabales.

## Distribución
Se distribuye por China, Mongolia y Sinkiang.

## Taxonomía
Fue descrita por Franch. y publicada en Nouvelles archives du muséum d'histoire naturelle sér. 2, 5: 245 (1883).